# G.J?
G.J?（ジー・ジェイ）は、株式会社テックアーツのアダルトゲームブランドの一つ。「G.J?」は「Good Job?」の略。同じテックアーツのブランド「Ripe」の後継ブランドであり、原画はRipeと同様、佐野俊英が全作品を手がけている。

## 作品
- 2003年10月24日 - アキバ系彼女
- 2004年5月28日 - 双子ノ母性本能
- 2004年10月29日 - 姉とボイン
- 2005年7月22日 - 七人のオンラインゲーマーズ 〜オフライン〜
- 2006年4月28日 - 妻とママとボイン
- 2006年12月15日 - Queenボンジョルの! 〜女王は制服を脱いだ〜
- 2007年8月24日 - あなたの知らない看護婦 〜性的病棟24時〜
- 2008年5月30日 - 魔女道 〜あの散り際の美しさ〜
- 2009年4月17日 - 姫とボイン
- 2009年11月20日 - 佐野俊英が、あなたの専用原画マンになります
- 2010年8月27日 - セックスライフ 〜SEX LIFE〜
- 2011年10月21日 - マドンナ 完熟ボディCollection
- 2012年12月21日 - 百機夜行
- 2013年7月26日 - メイドさんとボイン魂
- 2014年2月28日 - 110 ～産婦人科 死刑囚 病院ジャック～